# Нукатово
Нука́тово (баш. Ноҡат) — село в Белорецком районе Башкортостана России, относится к Инзерскому сельсовету.

## История
До 17 декабря 2004 года являлось центром упраздненного Нукатавского сельсовета. 

## Население
| 2002 | 2009 | 2010 |
| ---- | ---- | ---- |
| 218  | ↗245 | ↘148 |

Согласно переписи 2002 года, преобладающая национальность — башкиры (100 %).

## Географическое положение
Расстояние до:
- районного центра (Белорецк): 105 км,
- центра сельсовета (Инзер): 20 км,
- ближайшей ж.-д станции (Инзер): 22 км.

## Известные уроженцы
- Асылгужин, Гайсар Бахтигареевич (1944 — 2022) — бригадир волочильного цеха Белорецкого металлургического комбината, полный кавалер ордена Трудовой Славы.